# Arrondissement di Bastogne
L'arrondissement di Bastogne (in francese Arrondissement de Bastogne, in olandese Arrondissement Bastenaken) è una suddivisione amministrativa belga, situata nella provincia del Lussemburgo e nella regione della Vallonia.

## Composizione
L'arrondissement di Bastogne raggruppa 8 comuni:
- Bastogne
- Bertogne
- Fauvillers
- Gouvy
- Houffalize
- Sainte-Ode
- Vaux-sur-Sûre
- Vielsalm

## Società

### Evoluzione demografica
Abitanti censiti
- Fonte dati INS - fino al 1970: 31 dicembre; dal 1980: 1º gennaio